# Kawanishi (Yamagata)
Kawanishi (川西町 Kawanishi-machi?) es un pueblo localizado en la prefectura de Yamagata, Japón. En junio de 2019 tenía una población de 14.854 habitantes y una densidad de población de 89,2 personas por km². Su área total es de 166,60 km².

## Geografía

### Municipios circundantes
- Prefectura de Yamagata
  - Nagai
  - Nan'yo
  - Takahata
  - Yonezawa
  - Iide

## Demografía
Según datos del censo japonés, la población de Kawanishi ha disminuido en los últimos años.
| Año del censo | Población |
| ------------- | --------- |
| 1995          | 20.764    |
| 2000          | 19.688    |
| 2005          | 18.769    |
| 2010          | 17.313    |
| 2015          | 15.751    |